# Enrico D'Ovidio
Enrico D'Ovidio (Campobasso, Reino das Duas Sicílias, 11 de agosto de 1842 – Turim, 21 de março de 1933) foi um matemático italiano, conhecido por seu trabalho sobre geometria.

## Vida e obra
Filho de um pai liberal envolvido no movimento de independência italiano, estudou na Universidade de Nápoles Federico II, onde foi aluno de seu tio, Achille Sannia. Em 1869 publicou com Sannia um livro-texto de geometria.
Apoiado por Eugenio Beltrami, obteve uma cátedra de álgebra e geometria analítica na Universidade de Turim em 1872, onde permaneceu o restante de seus 46 anos de vida. Foi reitor da universidade de 1880 a 1885.
As pesquisas de D'Ovidio foram focadas principalmente em geometria e suas mais significativas publicações foram produzidas quando trabalhava em Turim. De especial interesse é sua obra Le funzioni metriche fondamentali negli spazi di quante si vogliono dimensioni e di curvatura costante (The fundamental metrical functions in the n-dimensional spaces of constant curvature), publicada em 1876 e onde estabeleceu pela primeira vez a lei dos senos em espaços curvos n-dimensionais.